# صلاح‌الدین‌کلا
صلاح الدین کلا، روستایی است از توابع بخش مرکزی شهرستان نوشهر در استان مازندران ایران. نام اصلی و قدیمی روستا (سردین کلا) به معنی مکان واقع شده در بلندی (دین) می‌باشد.

## جمعیت
این روستا در شهرستان نوشهر قرار دارد و براساس سرشماری مرکز آمار ایران در سال ۱۳۸۵، جمعیت آن ۲۳۷۰ نفر (۶۱۲خانوار) بوده‌است.البته به علت داشتن مناطق گردشگری در ایام تابستان و تعطیل سال جمعیت آن افزایش می‌یابد. مردم صلاح‌الدین‌کلا از قومیت طبری هستندو به زبان طبری سخن می‌گویند.
از جمله مکان‌های دیدنی اطراف می‌توان به دریاچه ارواح (دشت ممرز)، سد خاکی آویدر (آبندون)، پارک جنگلی سیسنگان، دره همیشکر، جنگل چالک، تپه پشتکا و جاده میره اشاره کرد.